# 국립은행권

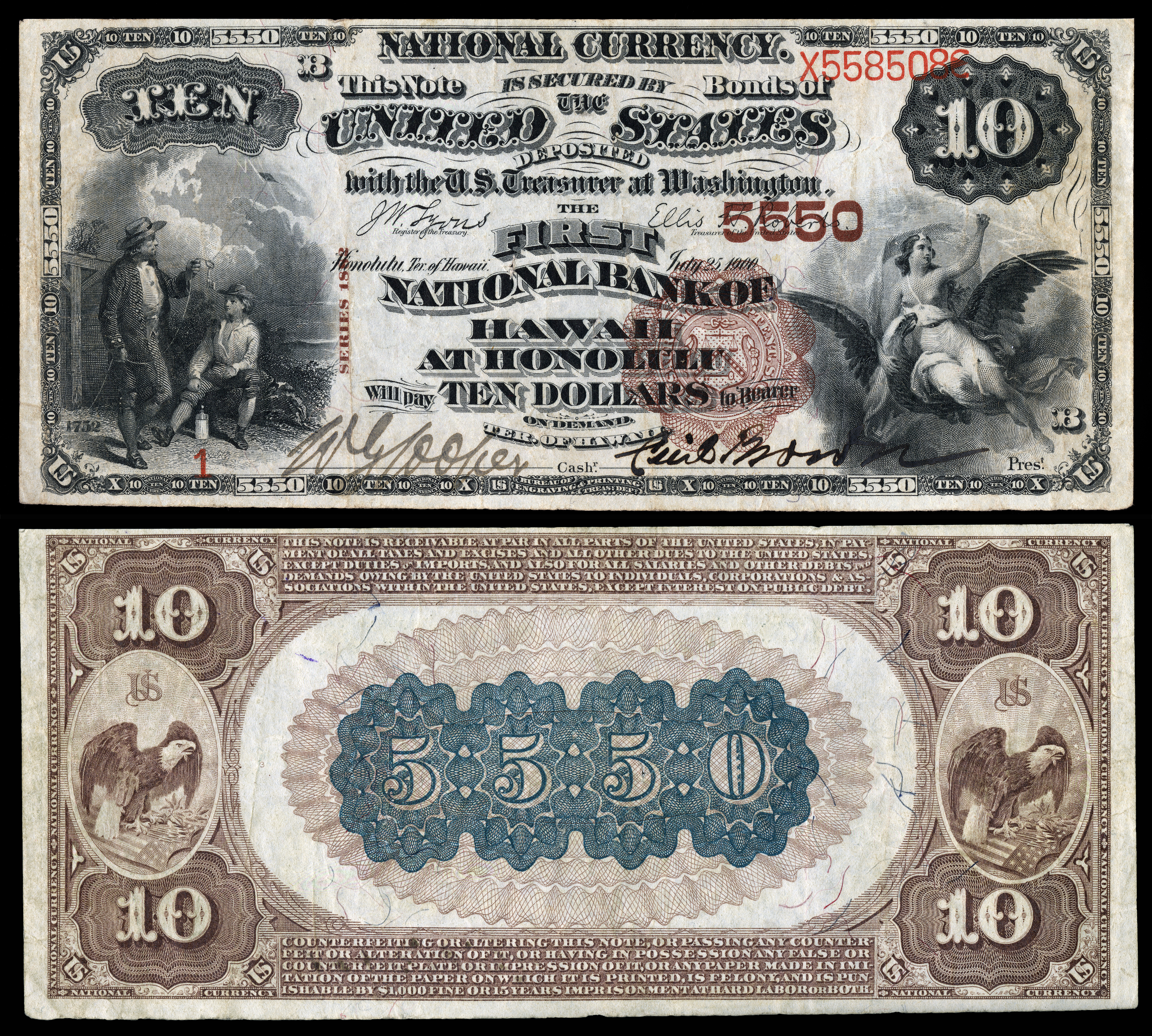
하와이 준주 호놀룰루의 하와이 제1국립은행이 발행한 최초의 10달러 국립은행권(1900년), 세실 브라운 (은행장)과 W.G. 쿠퍼 (출납원)의 서명이 있다. 왼쪽의 삽화는 벤저민 프랭클린이 유명한 연 실험을 하는 모습을 보여준다. 갈색 잉크로 5550(뒷면의 큰 숫자)은 발행 은행의 국립 인가 번호이며, 지폐 테두리 조각에도 표시되어 있다.

국립은행권(영어: National Bank Note)은 미국 정부가 인가한 국립은행이 발행한 옛 미국 통화 지폐이다. 이 지폐는 대개 은행이 미국 재무부에 예치한 미국 채권으로 담보되었다. 또한 은행은 미상환 지폐 잔액의 5%에 해당하는 상환 기금을 금 또는 "법화"로 유지해야 했다. 이 지폐는 일반적으로 법정 통화는 아니었지만, 연방 정부에 대한 거의 모든 지급에 적합했다.
국립은행권은 1930년대에 연방준비제도 지폐, 미합중국 지폐, 은 증서로 미국 통화가 통합되면서 미국 정부에 의해 통화 유형으로 폐기되었다.

## 배경
남북 전쟁 이전에는 주 은행과 인가된 사설 은행들이 자체적으로 지폐를 발행했다. 사설 발행 지폐는 명목상 은행이 보유한 현물(경화) 또는 금융 증권으로 담보되었지만, 발행 은행에 대한 감독은 종종 소홀하여 사기성 기관이 가치 없는 지폐를 발행하는 무모한 은행업을 조장했다. 남북 전쟁 중인 1863년에 국립은행법은 연방 감독을 받는 국립은행권 발행 권한을 가진 국립은행 시스템을 확립했다. 은행 인가 및 국립은행권 발행에 대한 행정 통제는 통화감독국의 책임이었다. 1864년에는 새로운 시스템으로의 전환을 가속화하기 위해 주 은행 지폐에 2%의 세금이 부과되었으며, 다음 해에는 10%로, 그 다음에는 20%로 인상되었다.

## 프로그램
1863년부터 1935년까지 국립은행권은 전국과 미국 영토의 은행에서 발행되었다. 연방 인가를 받은 은행은 미국 재무부에 채권을 예치했다. 그러면 은행은 채권 가치의 최대 90%에 해당하는 지폐를 발행할 수 있었다. 연방 정부는 지폐의 가치를 보증했으며, 이는 지폐 발행에 필요한 정부 채권에 대한 수요를 창출했다.
이 프로그램은 연방 부채의 화폐화 형태였다. 재무부에 담보로 예치할 수 있는 채권은 "유통 특권"이 있다고 불렸으며, 이들이 부담하는 이자는 국립은행에 주조세를 제공했다.

## 지폐
각 국립은행권에는 발행 은행의 국립 인가 번호와 해당 은행이 지폐에 할당한 일련 번호가 표시되었다. 일련 번호가 낮은 지폐는 종종 서명한 은행 임원들이 기념품으로 보관했다.

### 대형 지폐
발행 마지막 몇 년을 제외하고 모든 국립은행권은 대형이었다.
초기 발행 역사에서 국립은행권은 "미국"보다는 발행 은행의 이름이 눈에 띄게 표시된 디자인을 사용했다. 오랫동안 사용된 디자인 중 하나는 앞면의 왼쪽 가장자리 근처에 초상화가 있고, 은행 이름이 중간에 눈에 띄는 음영 처리된 글꼴로 인쇄되어 있었다. 이 지폐에 보이는 역사적 인물은 오늘날 같은 액면가의 지폐에 있는 인물과 대개 달랐다.
대형 지폐에는 두 개의 일련 번호가 있었다. 재무부 일련 번호는 모든 은행에서 발행된 해당 시리즈 및 액면가의 총 지폐 수를 나타냈다. 은행 일련 번호는 해당 은행에서만 발행된 해당 시리즈 및 액면가의 지폐 수를 나타냈다. 대형 지폐에는 또한 네 개의 서명이 있었다. 두 서명은 재무부 등록관과 미국 재무관의 서명이었고 지폐 디자인의 일부로 인쇄되었다. 나머지 두 서명은 은행 출납원과 은행장의 서명이었으며, 지폐 발행 전에 이들 임원들이 개별적으로 서명했다. 지폐는 재무부에서 은행으로 보내졌고, 일반적으로 자르지 않은 시트 형태로 서명되었기 때문에 일부 지폐의 상단 가장자리에는 위 지폐의 서명 하단 부분(예: "y" 또는 "j"의 하강 부분)이 보일 수 있다. 지폐는 종종 가위로 잘랐기 때문에 지폐의 상단 및 하단 가장자리가 고르지 않고 디자인의 테두리를 침범할 수 있었다.
대부분의 대형 국립은행권에는 발행 은행의 인가 번호가 앞면에 표시되었지만 전부는 아니었다. 어떤 경우에는 인가 번호가 한 번 인쇄되었지만, 일반적으로 인가 번호는 두 번 나타났다. 발행 은행의 인가 번호는 조각된 테두리 안에 신중하게 배치되었으며, 앞면의 다른 곳에도 오버프린트되었다. 재무부 직원들이 지폐를 분류하는 데 도움을 주기 위해, 후기의 대형 지폐에는 발행 은행이 위치한 국가의 지역을 나타내는 문자도 표시되었다—뉴잉글랜드의 경우 "N", 동부의 경우 "E", 남부의 경우 "S", 중서부의 경우 "M", 서부의 경우 "W", 태평양 연안의 경우 "P".

#### 국립은행권의 첫 발행
| 가치/시리즈                   | 은행명                                       | 지폐                     |
| ----------------------------- | -------------------------------------------- | ------------------------ |
| $1 원본 시리즈                | 더 퍼스트 내셔널 뱅크 레바논, 인디애나       |                          |
| $2 1875년 시리즈              | 더 퍼스트 내셔널 뱅크 엠포리아, 캔자스       | $2 국립은행권            |
| $5 1875년 시리즈              | 더 바인랜드 내셔널 뱅크 바인랜드, 뉴저지     |                          |
| $10 1875년 시리즈             | 더 퍼스트 내셔널 뱅크 비스마르크, 노스다코타 | $10 국립은행권           |
| $20 1875년 시리즈             | 더 퍼스트 내셔널 뱅크 뷰트, 몬태나           | $20 국립은행권           |
| $50 1875년 시리즈             | 더 퍼스트 내셔널 뱅크 클리블랜드, 오하이오   |                          |
| $100 원본 시리즈              | 더 롤리 내셔널 뱅크 롤리, 노스캐롤라이나     | $100 국립은행권          |
| $500 원본 시리즈              | 더 애플턴 내셔널 뱅크 로웰, 매사추세츠       | $500 국립은행권          |
| $1,000 1875년 시리즈 (증명본) | 더 퍼스트 내셔널 뱅크 세일럼, 매사추세츠     | $1,000 국립은행권 증명본 |

### 소형 지폐

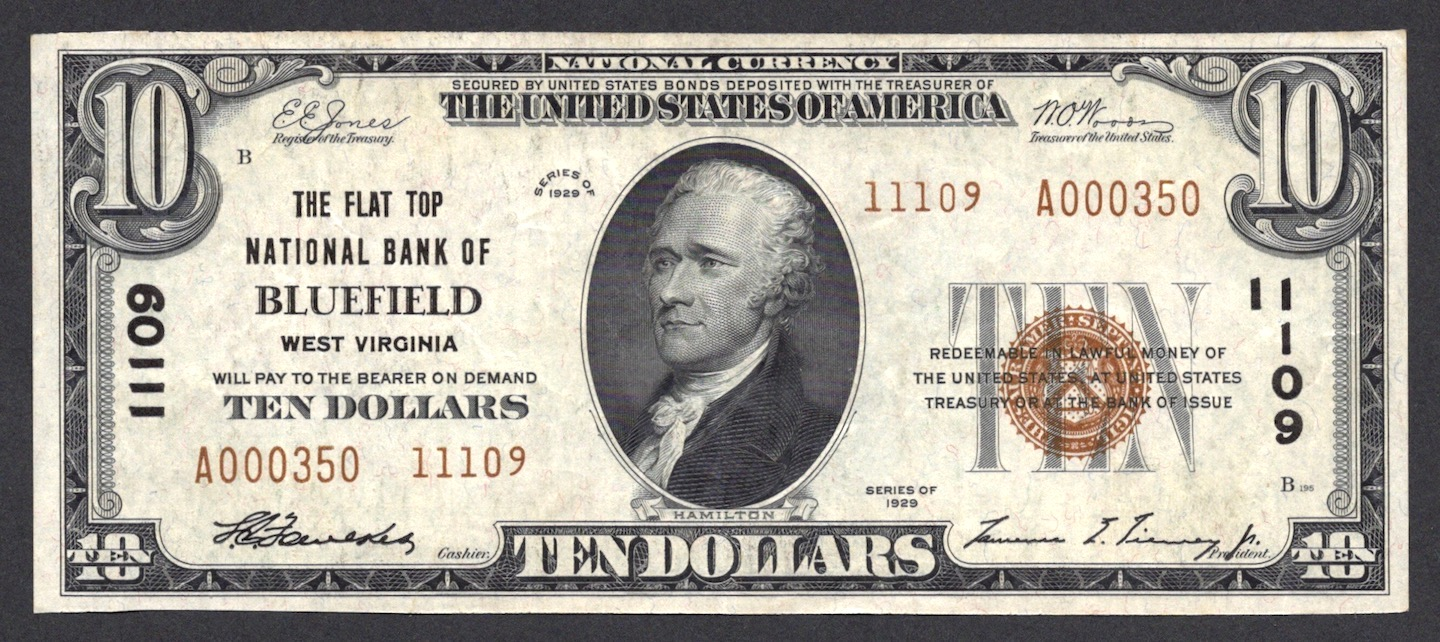
소형 국립은행권, 1929년 시리즈

소형 지폐의 등장과 함께 국립은행권을 포함한 모든 종류의 지폐 디자인에 상당한 변화가 있었다. 이러한 변화의 결과로 각 액면가는 이제 동일한 초상화와 사소한 변형을 제외하고는 1920년대 후반부터 1990년대 초반까지 모든 종류의 미국 통화를 특징짓는 동일한 장식적 특징을 갖게 되었다. 국립은행권의 경우, 소형 지폐로 변경되면서 은행 이름의 정교한 표현이 조각된 디자인에서 생략되었고, 대신 약속 지불의 조각된 글자 바로 위에 검은색 잉크로 단순히 오버스탬프되었다. 마찬가지로 발행 은행의 인가 번호는 조각된 테두리에서 생략되었고, 이제 단순히 짙은 잉크로 오버프린트되었다. 마지막으로 발행된 소형 국립은행권, 즉 타입 2 지폐의 경우 인가 번호는 지폐의 일련 번호와 일직선으로 갈색 잉크로 두 번 나타나기도 했다.
소형 국립은행권은 1933년 비상 발행된 연방준비은행권과 매우 유사하지만, 명확히 다르다. 이 지폐들은 국립은행권 판본을 사용하여 약간의 디자인 변경을 거쳐 인쇄되었다. 둘 다 "National Currency"라고 쓰여 있지만 발행자는 다르다.

## 프로그램 종료
국립은행권은 대공황 기간인 1930년대에 미국 정부에 의해 통화 유형으로 폐기되었는데, 이때 미국 통화는 연방준비제도 지폐, 미합중국 지폐, 은 증서로 통합되었고, 사설 발행 지폐는 제거되었다. 금준비법의 통과로 재무부에는 회계상 이득이 발생했으며, 그 중 일부는 국립은행권이 발행될 수 있는 모든 채권을 상환하는 자금으로 사용되었다.
이 지폐들은 발행된 다양한 도시와 마을에서 인기를 얻었기 때문에 때때로 "고향" 지폐라고 불린다. 특히 미국에서 지폐 수집가들 사이에서 이 지폐들은 열렬히 연구되고 수집된다. 일부는 대량으로 발행되어 오늘날 수집가들에게 저렴하게 남아 있다. 희귀한 은행, 도시, 주 또는 그 조합과 관련된 다른 지폐들은 매우 가치가 높다. 당시 워싱턴 준주의 월라월라에서 발행된 지폐는 2010년 6월 헤리티지 옥션 경매에서 161,000달러에 팔렸다.

## 같이 보기
- 히긴스 국립은행권 박물관

## 내용주
1. ↑  세 개의 지폐가 보고되었다: 정부 소장품 두 개와 개인 소장품 하나.
2. ↑  발행된 지폐는 존재하지 않는 것으로 보고되었다.